# محافظة كن زانغ
محافظة كن زانغ  ( بالفيتنامية : Kiên Giang ) هي إحدى محافظات فيتنام. وتقع في دلتا ميكونغ.

## روابط إضافية
- Phu Quoc-Pearl Island نسخة محفوظة 7 يناير 2010 على موقع واي باك مشين.
- Khmers Kampuchea-Krom Federation (KKF)
- Khmerkrom.com